# PIMCO
Pacific Investment Management Company, LLC.  (comúnmente llamada PIMCO), es una firma de inversión con sede en Newport Beach, California, en los Estados Unidos, y uno de los mayores gestores de activos de inversión globales de renta fija del mundo. Al 31 de diciembre de 2012 contaba con 2 billones (2·1012)  US $ en activos bajo gestión. Se trata del inversor de bonos más grande del mundo.
1. ↑  «PIMCO». Archivado desde el original el 6 de octubre de 2014. Consultado el 7 de julio de 2013.
2. ↑  «PIMCO Overview». Archivado desde el original el 1 de octubre de 2013. Consultado el 7 de julio de 2013.
3. ↑  Non-members: Look at it this way: The euro crisis is a threat to non-members too, by The Economist, 12 Nov 2011.

## Historia
PIMCO está dirigida por su cofundador William H. Gross, (generalmente conocido como Bill Gross), que ejerce de Codirector de Inversiones (co-CIO), y Mohamed A. El-Erian, el otro co-CIO así como director general de la empresa. Gross administra el Total Return Fund, el fondo de inversión más grande del mundo con activos por valor 242.7 mil millones dólares al 30 de junio de 2011.
La firma se fundó en 1971, con 12 millones de dólares los activos. Inicialmente, PIMCO funcionó como una unidad de Pacific Life Insurance Co., gestionando las cuentas separadas para los clientes de esa aseguradora. En 2000, PIMCO fue adquirida por Allianz SE, una gran compañía global de servicios financieros con sede en Alemania, pero la empresa sigue funcionando como una filial independiente de Allianz.
Mohamed El-Erian, director ejecutivo de Pimco dejó su cargo a mediados de marzo de 2014. Fue reemplazado por Douglas Hodge, el actual Director de Operaciones.
Los principales fondos son el Pimco Euro Bond Fund,  el Pimco Global Bond Fund y el Pimco GIS Dynamic Multi.

## Cronología
- 2015: Pimco contrata a Ben Bernanke.[10]